# باتريك بورديلو
باتريك بورديلو هو لاعب هوكي جليد كندي، ولد في 23 مارس 1986 في مونتريال في كندا.

## وصلات خارجية
- باتريك بورديلو على موقع دوري الهوكي الوطني (الإنجليزية)
- باتريك بورديلو على موقع EliteProspects.com (الإنجليزية)
- باتريك بورديلو على موقع HockeyDB.com (الإنجليزية)
- باتريك بورديلو على موقع Hockey-Reference.com (الإنجليزية)